# خیابان دلفین سبز
خیابان دلفین سبز (انگلیسی: Green Dolphin Street) فیلمی در ژانر درام به کارگردانی ویکتور ساویل است که در سال ۱۹۴۷ منتشر شد.

## خلاصه فیلم
سوفی عاشق ادموند بود، اما پس از اینکه والدینش او را مجبور به ازدواج با اوکتاویوس ثروتمند کردند، ادموند آنجا را ترک کرد. چند سال بعد ادموند به همراه پسرش ویلیام به آن شهر بازگشت و آنجا بود که پسر ادموند و دختر سوفی عاشق یکدیگر شدند...

## بازیگران
- لانا ترنر در نقش ماریان
- وان هفلین در نقش تیموتی
- دانا رید در نقش مارگریت
- ریچارد هارت در نقش ویلیام اوزان
- فرانک مورگان در نقش دکتر ادموند اوزان
- ادموند گون در نقش اوکتاویوس